# خليج أبي قير
 خليج أبي قير  هو خليج واسع في البحر المتوسط في مصر، الواقعة بين أبو قير (بالقرب من الإسكندرية) ومصب نهر النيل عند رشيد وغرب مدينة إدكو.الخليج يحتوي على حقل غاز طبيعي اكتشف في سبعينات القرن الماضي.
في 1 أغسطس 1798، دارت في الخليج معركة أبي قير البحرية والتي تعرف بمعركة النيل بين الأسطول البريطاني بقيادة هوراشيو نيلسون والأسطول الفرنسي. كما دارت به معركة أخرى بين الجيش الفرنسي والجيش العثماني في 25 يوليو 1799 ومعركة أبي قير الثانية في 8 مارس 1801.